# لولو آیلند
لولو آیلند (انگلیسی: Lulu Island) جزیره‌ای در کانادا است.